# Heroes and Villains
«Heroes and Villains» — песня американской рок-группы The Beach Boys из альбома 1967 года Smiley Smile. Музыка песни была написана Брайаном Уилсоном, автором текста стал Ван Дайк Паркс. Изначально композиция предназначалась для незавершённого альбома Smile и задумывалась Уилсоном как музыкальная комедия на тему Старого Запада, которая должна была превзойти художественные и технические достижения предыдущего сингла «Good Vibrations». Сингл стал первым релизом звукозаписывающего лейбла Brother Records. Несмотря на то, что сингл не оправдал ожиданий критиков, песня стала хитом, заняв 12-е и 8-е места в чартах США и Великобритании соответственно.
«Heroes and Villains» стала первой совместной работой Уилсона и Паркса. Паркс охарактеризовал песню как «исторически рефлексивную» и «визуальную работу», которая должна была встать в один ряд с балладами Марти Роббинса. По его утверждению, текст был основан на истории Калифорнии, а также содержал в себе упоминания об испанцах и американских индейцах. По некоторым данным, «Heroes and Villains» была частично написана на основе переделанной Уилсоном классической песни «You Are My Sunshine». Ранние версии текста композиции включали также фрагменты, посвящённые сельскохозяйственным животным («Barnyard»), а также здоровому образу жизни («I’m in Great Shape»).
«Heroes and Villains» стала наиболее сложной в плане записи и производства песней за всю историю существования группы. Запись трека длилась практически весь период сессий к альбому Smile; всё это время Уилсон экспериментировал с десятками версий песни, некоторые из которых имели длину от шести до восьми минут. Общие расходы составили около 40 000 долларов, что эквивалентно 380 000 долларам в 2024 году. В итоге Уилсон выбросил почти все материалы, которые были записаны, а большая часть конечного варианта была создана за три дня в его импровизированной домашней студии. В припеве трека была использована тема, заимствованная из другой песни, предназначавшейся для Smile, «Do You Like Worms?».
Впоследствии участники группы, а также коллеги Уилсона выражали недовольство выпущенной песней, так как считали, что итоговая версия сильно уступает его более ранним и продолжительным миксам. Критики объясняли относительную неудачу сингла экзотерическим текстом, «грязным» качеством звука и запоздалым временем выхода. «Heroes and Villains» и по сей день остаётся одной из самых малоизвестных песен в дискографии группы. Для Уилсона провал сингла стал поворотным пунктом в его психологическом упадке, и он стал использовать название трека в качестве термина для обозначения своих слуховых галлюцинаций. В 2004 году Уилсон выпустил новую версию песни для своего сольного альбома Brian Wilson Presents Smile, а в 2011 году поступил в продажу бокс-сет The Smile Sessions, целый диск которого посвящён сессиям записи «Heroes and Villains».

## Предыстория
Уилсон начал работать над «Heroes and Villains» в мае 1966-го года, за два месяца до того, когда в середине июля того же года он попросил Паркса стать его автором текстов. Алан Джардин предполагал, что песня частично возникла из импровизированных упражнений группы по распеванию скэта на заре появления The Beach Boys. В интервью 2000 года музыкант вспоминал: «Мы все стали инструментами для барбершопной концепции Брайана. Он сказал: „Давайте сделаем это, давайте пропоём эту идею“. Карл был одним инструментом, я — другим. Майк вообще мог быть третьим инструментом. […] Поскольку никто из нас ещё не играл (на музыкальных инструментах), то мы просто распевались в машине, когда ехали на выступления, или когда мы шли в школу, в общем, где угодно». Эл Купер в своей автобиографии 2008 года сообщал, что Уилсон сыграл ему черновой вариант «Heroes and Villains» вскоре после выхода альбома Pet Sounds. По мнению Купера композиция развилась из переосмысления Уилсоном песни «You Are My Sunshine».

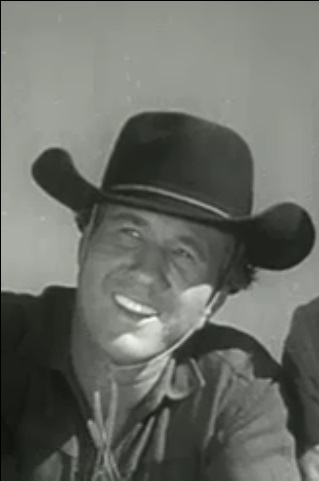
«Heroes and Villains» была частично вдохновлена балладами Марти Роббинса

«Heroes and Villains» стала первой песней, которую Уилсон и Паркс написали вместе. Как и в других треках, написанных для альбома Smile, Паркс стал автором текста, в то время как Уилсон написал к песне музыку. Как только Паркс услышал наброски мелодии на первой творческой сессии, состоявшейся через несколько дней после их первой встречи, он вспомнил песню Марти Роббинса «El Paso» и сразу же придумал начальную строку: «Я был в этом городе так долго, что на обратном пути потерялся, исчез и был неизвестен долгое-долгое время».
Уилсон сказал Парксу, что когда он сочинял мелодию к «Heroes and Villains», то думал о Старом Западе. Журналист Доменик Приоре предположил, что Уилсон мог взять за основу куплетов песни Фила Спектора «River Deep – Mountain High» и «The Bells of St. Mary’s»; особенно вдохновляясь басовой линией первой песни. На вопрос о влиянии произведения Джорджа Гершвина «Rhapsody in Blue» на музыкальный и тематический лейтмотив альбома Smile Уилсон ответил следующим образом: «Оно сказалось немного, но не слишком сильно. Она повлияла на „Heroes & Villains“, а также на парочку других песен». Также он приписал Парксу часть музыки и аранжировки «Heroes and Villains».
Как вспоминал Паркс, все секции «Heroes and Villains», за исключением одной, были написаны «буквально за один присест». Успех совместной работы привёл к тому, что они написали ещё несколько песен на тему Старого Запада, такие как «Barnyard» и «I’m in Great Shape». Песня стала ключевой песней в развитии Smile, а позднее её называли «главным украшением» альбома. Уилсон представлял себе «Heroes and Villains» как трёхминутную музыкальную комедию, которая должна превзойти все его достижения в «Good Vibrations». В радиоинтервью 1977 года, Уилсон рассказал историю о том, что обещал своему отцу Мюррею (поэту-песеннику) «записать песню, которая будет лучше, чем „Good Vibrations“, чего ты никогда не сможешь сделать. Ума не приложу, на кой чёрт я это сказал?!».
В своей статье 1969 года бывший коллега Уилсона Майкл Фоссе упоминал, что однажды ночью в своём доме Уилсон играл на фортепиано музыкальную вариацию на тему песни «You Are My Sunshine», которая превратилась в «этот странный маленький рифф». По словам Фоссе, «и тут его осенило, что он хочет двор с амбаром, как в „Old MacDonald Had a Farm“, хочет вот это всё. Поэтому он тут же позвал Ван Дайка, и они сделали план для „You Were My Sunshine“». Хотя Фоссе признавал, что он не может воспроизвести всё по памяти, поскольку Уилсон «очень часто менял вещи», он вспомнил, что аранжировка затем «превратилась в инструментальную вещь со звуками двора: люди шумели, — в студии были люди, пилившие дерево — Ван Дайк притворялся уткой, — но всё это было превосходно». Когда в 2004 году Паркса попросили рассказать о совместном исполнении с Уилсоном «You Are My Sunshine», Паркс не мог припомнить, чтобы он принимал в этом какое-либо участие.

## Текст
Для меня лично, «Heroes and Villains» звучит как баллада, пришедшая откуда-то с Юго-Запада. Именно такой она и задумывалась — такой же прекрасной, как и все прочие баллады. Присутствие испанцев и индейцев — важная глава в истории Калифорнии, и именно так должна отображаться история, само место. Думаю, у нас это получилось.
Существуют противоречивые сведения о том, кто именно придумал название «Heroes and Villains». Уилсон приписал Парксу название трека, но Паркс отрицал это, говоря, что написал текст на основе названия, которое было предложено Уилсоном. Тогдашняя жена Уилсона Мэрилин сказала: «В музыкальной индустрии так много испорченных людей. Хорошие и плохие парни […] Именно это Брайан имел в виду, когда он создавал „Heroes and Villains“». Биограф группы Питер Эймс Карлин интерпретировал песню как проецирование Уилсоном «всех чувств и переживаний внутри себя […] в яркие, абстрактные проблески, ведущие в посторонний, параллельный мир». Согласно интерпретации Карлина, она описывает «бандитский бумтаун на задворках Старого Запада», рассказанный с точки зрения рассказчика, который «говорит как человек, который стал частью сцены, однако и не полностью ею, потому что он все ещё заходится в восторге и одновременно ужасается всему тому, что он видит». В конце песни главный герой «состарился и увидел, как его дети выросли и повзрослели», но так и не узнал, превратил ли его жизненный опыт в героя или злодея.
Поскольку песня была сделана в разных вариантах, то они по-разному видоизменяют её нарративы. Эд Ховард из Stylus Magazine писал: «„Heroes & Villains“ создаёт полноценную повествовательную линию, хотя на самом деле она меняется в зависимости от того, какие части композиции добавляются или отбрасываются в тот или иной момент". Говоря о «I’m in Great Shape», Паркс сообщал: «Интересно, как [в тексте песни] вдруг появились упоминания яиц и крупы. Всё это потому, что они были связаны с мыслями про скотный двор, а это как раз относится к тому месту, которое мы пытались продумать в „Heroes and Villains“. Текст был визуализацией образов».
Вопреки распространённым слухам, песня была написана не про Вьетнамскую войну. По словам Паркса, в основе текста лежала история американских индейцев, в которой они с Уилсоном «пытались оправдать себя, а также искупить свою вину за те грехи, которые мы совершили с аборигенами нашей родины. В Smile есть много всего про веру, а сам вопрос о вере был тем, что тогда сильно волновало Брайана. Что нам нужно было оставить в этой структуре, которая у нас была, в той крепкой связи, которая присутствовала с религией?» Историк группы Кит Бэдман предположил, что строчка «Вы арестованы» из раннего варианта трека могла быть вдохновлена тем, что Уилсон стал свидетелем попытки ограбления его личного автомобиля Rolls-Royce Phantom V.
Художник Фрэнк Холмс, который оформлял обложку альбома Smile, создал иллюстрацию, под впечатлением от одной из строчек песни: «Дождь пуль, который в итоге сбил её с ног». Вместе с несколькими другими рисунками её планировалось включить в буклет, прилагавшийся к альбому. Холмс поделился кратким описанием своих дизайнерских решений в книге Доменика Приоре Smile: The Story of Brian Wilson’s Lost Masterpiece. Холмс рассказал об иллюстрации следующее: «Курица в правом углу изображения говорит „Dude’ll do“, что является отсылкой к строчке из текста: „Она не боялась того, что наделает чувак в городке, наполнённом героями и злодеями“. Ван Дайк поведал мне, что Брайан разглядел этот образ и, по сути, принудил других участников The Beach Boys спеть строчку как „Dude’ll do“, вдохновившись этой иллюстрацией. Так что в данном случае рисунок однозначно повлиял на песню».

## Запись

### Обзор
Песня «Heroes and Villains» стала самой сложной композицией в плане производства и записи за всю историю существования группы — для неё были записаны десятки секций и тем. Ей было посвящено примерно 30 сессий. Запись трека велась на протяжении практически всего периода сессий к альбому Smile, с общими производственными затратами в 40 000 долларов, что эквивалентно 300 000 долларам в 2024 году — данная сумма, предположительно, превосходит совокупные производственные затраты на «Good Vibrations» в три-четыре раза. Брайан Уилсон экспериментировал с множеством вариантов трека, некоторые из которых имели длину от шести до восьми минут. Было сделано множество черновых миксов, в том числе четыре полноценные версии, кардинально отличающиеся друг от друга. Это единственная песня в альбоме, в которой Уилсон записал вокальные партии до того, как различные части трека были собраны воедино. По словам Уилсона, это также единственная песня, которую он когда-либо создавал, в которой бас-линия была написана в бэкбите: «Это превосходный бум-бум. Люди по другую сторону улицы говорили тогда: „Эй, как бы ты это ни делал, звучит классно!“ Большое им спасибо!».
В свою очередь, некоторые секции, записанные для «Heroes and Villains», должны были стать отдельными песнями в рамках альбома Smile. В 1970-х годах Уилсон рассказывал биографу Байрону Прейсу, что были планы по созданию произведения под названием «Barnyard Suite», которое должно было состоять из «четырёх песен в коротких фрагментах, которые объединялись бы вместе, но в итоге мы забросили идею. Мы занялись другими делами». Единственным постоянным элементом в многочисленных версиях «Heroes and Villains» оставался начальный куплет «I’ve been in this town…», остальная же часть песни постоянно изменялась. Журналист Питер Доггетт заметил: «Изменения мелодии и темпа были настолько существенными, что всё что угодно могло быть частью трека; в сознании Брайана Уилсона почти так и было».
Фоссе вспоминал: «Всего могло быть около десятка вариантов. Лучшая версия, которую я слышал, которая не была доведена до конца, однако, во всяком случае, я мог видеть её форму, была проектом для разных сторон сингла общей продолжительностью около шести минут. Это была прекрасно структурированная работа, и Ван Дайк по-прежнему был очень вовлечён в неё». Позднее Уилсон отрицал, что планировал выпустить песню в таком виде. По состоянию на 2006 год, Карлин сообщал, что предположительно существует 11-минутный микс, который, однако, по-прежнему не был найден. В 2013 году был обнаружен ацетат с ранним миксом трека. Из него следовал вывод, что Уилсон экспериментировал с включением готовых фрагментов «I’m in Great Shape» в «Heroes and Villains», который планировался к выходу в качестве сингла.
По словам британского музыковеда Ника Кента, один из многочисленных экспериментов Уилсона по записи «Heroes and Villains» был вдохновлён его борьбой со слуховыми галлюцинациями, которые на тот момент только начали у него возникать. Журналист писал, что во время одной из сессий Уилсон попытался воссоздать «жуткий» голос, который возник в его голове, для этого «взяв кассету с записью аккапельного вокала группы и замедлив её до такой степени, что в итоге получился невероятный оглушительный, похожий на стон ужаса. Это был самый страшный звук из всех тех, которые он когда-либо создавал для Smile…». В сентябрьском и октябрьском номерах журнала Crawdaddy! за 1967 год его основатель и журналист Пол Уильямс писал, что «поначалу в песне звучал хор собачьего лая, который был вырезан вскоре после того, как Брайан услышал „Сержанта Пеппера“, и во многих отношениях это была совсем другая песня».

### Ранние сессии (май-ноябрь 1966)
11 мая Уилсон записал в студии Gold Star Studios инструментальную минусовку песни «Heroes and Villains» длительностью 2:45. Согласно Бадмену, эта сессия представляла собой эксперимент, который не планировалось делать полноценной записью. Это одна из многих записей песен альбома, которые с тех пор считаются пропавшими или утерянными. По словам журналиста Доменика Приоре, этот ранняя версия могла включать фрагмент из песни «You Are My Sunshine». Звукоинженер Чак Бритц сообщал Прейсу, что «Heroes and Villains» была «похожей по своей масштабности, если не более амбициозной, чем „Good Vibrations“ в её первоначальном варианте. Мне показалось, что это потрясающая песня, с превосходным, насыщенным звуком. […] У нас был обычный набор инструментов — орган, барабаны, бас и гитары. Во всём том, что мы записывали, было одинаковое количество базовых инструментов. Кажется, в дальнем углу комнаты был клавесин, а на арфе играла сестра Майка, Морин».
Песня «Barnyard» и инструментальные версии куплетов песни «Heroes and Villains» были записаны 20 октября 1966 года в студии Western. В «Barnyard» звучали звуки животных, которые издавали члены группы Уилсона, вместе с певцом рок-группы Three Dog Night Дэнни Хаттоном и его подругой, актрисой Джун Фэйрчайлд. 27 октября состоялась запись песни «I’m in Great Shape». На данной записи Уилсон проводил эксперимент с эффектом задержки магнитной ленты, который зацикливал аудиосигнал на себя при высоком уровне усиления, чтобы создать «взрыв» звука. 4 ноября Уилсон записал фортепианную демонстрацию песни «Heroes and Villains», которая включала в себя «I’m in Great Shape» и «Barnyard» как составные секции песни. Паркс и диджей радиостанции KHJ Хамбл Харв Миллер также участвовали в записи данной сессии: так, Паркс издавал звуки различных животных.
14 ноября Уилсон записал попурри «My Only Sunshine», состоящее из двух стандартов, «The Old Master Painter» и «You Are My Sunshine». Интерпретации были сравнительно короткими по продолжительности. В 2005 году Уилсон писал, что кавер-версия «The Old Master Painter» получилась короткой, потому что он не смог полностью вспомнить песню. Во время записи Уилсон заметил, что сессионные музыканты должны играть так, как будто они находятся на огромном расстоянии, как следует из текста песни. Отражая духовные темы, повторяющиеся во многих песнях «Smile», «The Old Master Painter» в тексте обращается напрямую к Богу. Песня «You Are My Sunshine» заканчивается струнной секцией, переходящей в низкий диссонанс, где Брайан использовал прилагательные «резкий» и «тягучий», чтобы проинструктировать сессионных музыкантов. Мастер-дубль песни «You Are My Sunshine» был вырезан из оригинальной записи, чтобы барабанщик группы Деннис Уилсон мог записать свой вокал. В 1968 году был создан монофонический миксдаун этой записи, однако, по состоянию на 2004 год оригинальный мастер считается утерянным из архивов группы.

### Задержки и дальнейшая запись (декабрь 1966 – март 1967)
Поначалу альбом Smile планировалось выпустить в декабре 1966 года. 15 декабря Уилсон уведомил начальника отдела компании Capitol по артистам и репертуару Карла Энгеманна, что сам альбом и его лид-сингл «Heroes and Villains», вероятно, будут готовы «приблизительно до 15 января». Он попытался развеять опасения компании по поводу задержки пластинки, поэтому он передал записку, собственноручно написанную от руки, в которой содержался предварительный треклист в неупорядоченном виде. Фрагменты «Heroes and Villains» под названиями «I’m in Great Shape» и «The Old Master Painter» были указаны как отдельные песни. Capitol перенесла дату выхода Smile, а также сингла «Heroes and Villains» на март 1967 года. Возможно из-за того, что компания настаивала на готовом сингле, Уилсон вернулся к работе над «Heroes and Villains» 19 декабря 1966 года, после чего приостановил работу над другими композициями альбома вплоть до апреля 1967 года. По словам бывшего коллеги по группе Дэвида Андерле, в декабре 1966 года Уилсон никак не мог решить, должна ли «Heroes and Villains» стать синглом или нет.
К началу 1967 года на сессиях Smile атмосфера в студии изменилась, всеобщий душевный подъём сменился напряжением. В одной из фрагментов «Heroes and Villains» Уилсон велел своим коллегам по группе ползать по полу в студии, одновременно издавая свиноподобные хрюкающие звуки. Джардин вспоминал: «Вы слышали кучу фырканья и мычания… Это как если бы ты попал в сумасшедший дом. Я был эмоционально раздавлен такими вещами…» 3 января был записан фрагмент «Heroes and Villains» получивший название «Do a Lot». Уцелевшая плёнка этой сессии включает следующую фразу Уилсона: «Если мы больше не будем сотрудничать в этом вопросе, я ухожу, я серьёзно. Нам лучше вернуться в ритм, понимаешь?». Позднее «Do a Lot» была переделана в «Mama Says», а также частично вошла в состав другой песни альбома — «Vega-Tables». Аналогичным образом 27 января был записан фрагмент под названием «All Day». Он также известен как «Love to Say Dada», позднее он превратился в «Cool, Cool Water». В какой-то момент Уилсон рассматривал секцию «Bicycle Rider» из песни «Do You Like Worms?» в качестве потенциального кандидата для включения в структуру «Heroes and Villains».
10 февраля Уилсоном была записана версия «Heroes and Villains», позже ставшая известной под названием «Cantina», которая заканчивалась кодой, взятой из «My Only Sunshine». Вскоре Уилсон отказался от этой версии, а мастер-лента с нею впоследствии была утеряна, и осталась только сохранённая копия микса. 16 февраля Ричард Голдштейн на страницах The Village Voice сообщал, что в готовящемся сингле присутствует «пять частей, каждая из которых с ярко выраженной мелодической и ритмической линией». 18 февраля журналистка Трейси Томас из New Musical Express опубликовала заметку, в которой написала, что «Heroes and Villains» будет выпущена, как только Уилсон определится, что будет на обратной стороне сингла. Она процитировала слова Уилсона о том, что он хочет «как можно дольше держать интригу вокруг „Smile“. Может быть, я просто запишу самого себя вместе с пианино. Я пробовал подобное вчера вечером в студии. Во всяком случае, получится интересный контраст».
Работа над песней продолжилась в течение последовавших февраля и марта. В конце февраля группа подала иск против компании Capitol, в котором потребовала выплат роялти, а также расторжения контракта с лейблом. После этого Уилсон объявил, что главным синглом альбома станет «Vega-Tables», песня, которую он тогда ещё не записал.

### Уход Паркса из проекта и перерыв в работе (март–май 1967)
«Heroes and Villains» заставила меня попотеть. Я не мог её доделать. […] Я провалялся два месяца без дел из-за этой песни.
2 марта 1967 года, после очередной сессии «Heroes and Villains», между Уилсоном и Парксом возникли разногласия, возможно, по поводу текста песни и они на время прекратили сотрудничество. 18 марта радиостанция KMEM, вещавшая в Сан-Бернардино, провела программу, в которой сообщалось, что Уилсон занят подготовкой «Heroes and Villains» и Smile, «и он сообщил боссам Capitol, что не собирается останавливаться на этих проектах». 21 марта публицист Дерек Тейлор написал в своей еженедельной колонке для Disc & Music Echo следующее: «Только мерзавец будет подвергать сомнению убеждение, что „Heroes and Villains“ является самым известным синглом, который ещё не готов. […] Это действительно так, что на момент написания статьи сингл по-прежнему не завершён, а многие люди беспокоятся. Но Брайан Уилсон не принадлежит к их числу».
В апреле Уилсон приостановил работу над «Heroes and Villains», после чего на две недели переключился на расширенную доработку «Vega-Tables». Последнее появление Паркса на сессиях альбома состоялось 14 апреля на записи «Vega-Tables», после чего Уилсон взял четырёхнедельный перерыв от работы в студии.
29 апреля Тейлор в журнале Disc & Music Echo объявил о том, что «все 12 песен для нового альбома Beach Boys готовы и […] есть планы выпустить альбом в срочном порядке в любой момент». В тот же день пресс-релиз, написанный Тейлором и опубликованный в Record Mirror и NME, сообщал, что выпуск «Heroes and Villains» был отложен из-за «технических неполадок». 6 мая Тейлор объявил, что Smile был забракован Уилсоном. 11 мая Уилсон вернулся к работе над «Heroes and Villains» на одну сессию. 14 мая на пресс-конференции в Нидерландах Карл Уилсон заявил, что «Vega-Tables», вероятно, будет выпущен в качестве сингла вместо «Heroes and Villains».

### Переработка для альбомаSmiley Smile(июнь–июль 1967)

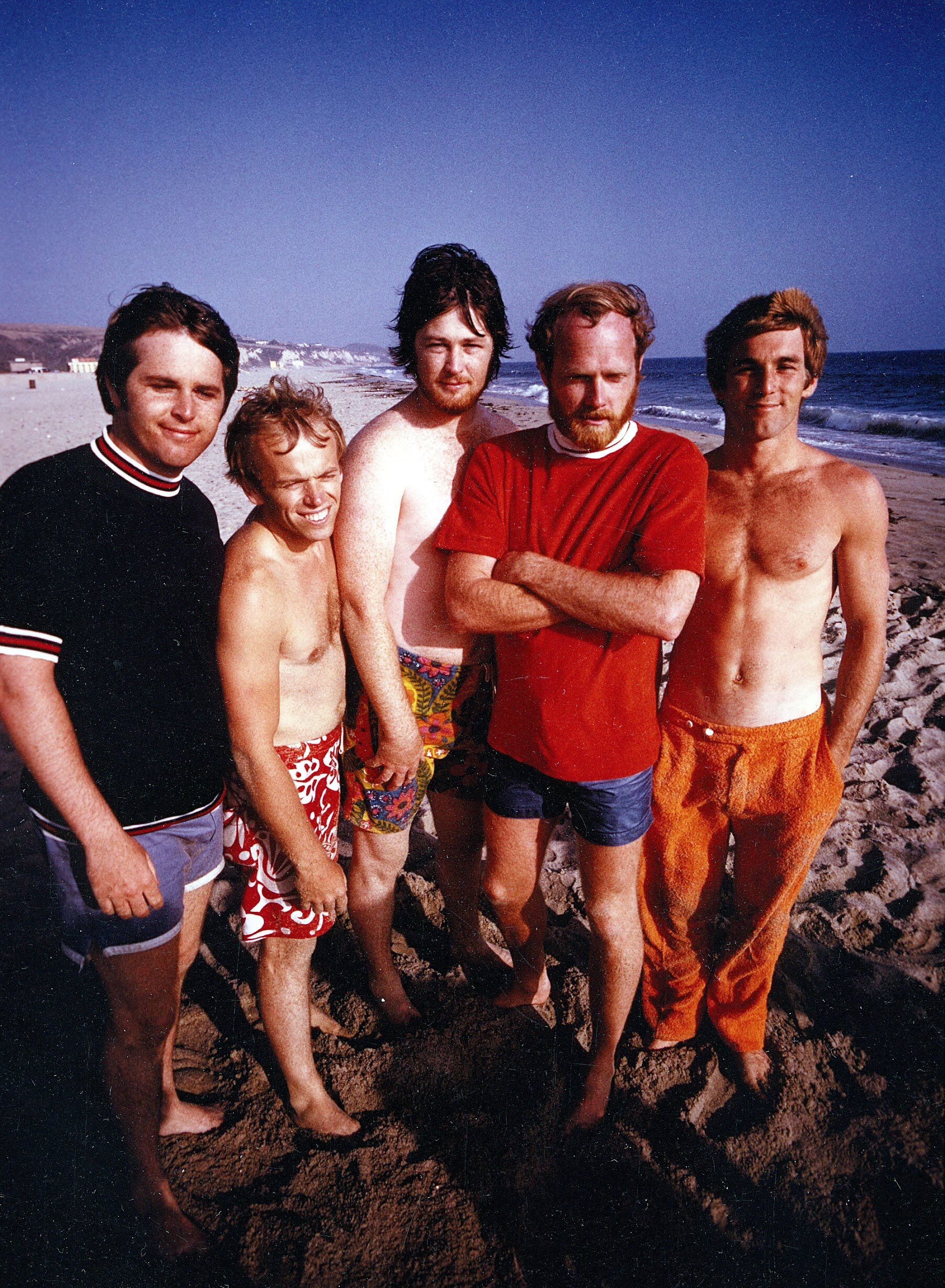
Группа The Beach Boys на пляже Зума-Бич в Малибу, июль 1967

В июне Брайан объявил своим коллегам по группе, что большая часть материала, которая была записана для Smile, теперь воспрещена к выпуску и что он хочет полностью перезаписать «Heroes and Villains» с самого начала. Вокальная и инструментальная работа над песней длилась три дня, с 12 по 14 июня, в импровизированной домашней студии Уилсона, что представляло собой резкий контраст с его предыдущими методами работы. Согласно заявлениям группы для прессы, одна из причин, по которой они отказались выступать на Монтерейском поп-фестивале, заключалась в том, что группе надо было выполнить обязательства по доставке сингла «Heroes and Villains» компании Capitol.
Биограф Стивен Гейнс писал, что «Heroes and Villains» была единственной песней, готовившейся для грядущего альбома Smiley Smile, насчёт которой Уилсон «действительно волновался». Инженер Джим Локхерт, работавший над сессиями к альбому, вспоминал: «У нас была законченная песня, но они хотели использовать только её часть. Брайан хотел изменить то, что было сделано в большей части песни. Я думаю, что он хотел сделать её более сложной в инструментальном и вокальном плане. Думаю, он хотел закончить песню, это было для него проблемой». Как и во многих других песнях альбома Smiley Smile, Уилсон использовал свой недавно приобретённый театральный орган Baldwin в «Heroes and Villains». Для некоторых частей песни группа использовала бассейн Уилсона в качестве эхо-камеры.
Финальный овердаббинг проходил ориентировочно в конце июня или начале июля. 22 июля Майк Лав сыграл собственную версию «Heroes and Villains» для журналиста NME Кита Алтхэма, который сообщал следующее: «Конкретно его запись длилась около шести минут. Гармонии и мелодии настолько замысловаты, что этого и следовало ожидать. Песня звучит как сочетание „Good Vibrations“, „God Only Knows“ и „I Just Wasn’t Made for These Times“».
После непродолжительного периода ремикширования и редактирования песни её запись была окончательно завершена, вследствие чего её общая длительность составила 3 минуты и 36 секунд. Единственное, что осталось от ранних версий песни, записанных ещё для Smile и что в итоге попало в окончательный вариант песни, стало фрагментами инструментального трека, записанного в октябре 1966 года. В окончательный вариант вошли сложная вокальная аранжировка, необычные формальные наложения пения и музыки, постоянная смена темпа, а также многие другие элементы. Она начинается в быстром темпе, чередуется с более медленным припевом, а в конце переходит в неспешную секцию с а капеллой, которая затем резко переходит в припев, постепенно затухающий под конец песни.
В припеве звучит тема, заимствованная из «Do You Like Worms?». По словам Джардина, «самой важной частью песни» являлся переход от ми минора к ля мажору: «Припевы повторяются, и вы слышите, как тема снова и снова повторяется в песне. Это напоминает мне то, что делали классические композиторы, и именно это мне понравилось. Мне сильно полюбились повторяющиеся темы в разных аранжировках».

## Релиз

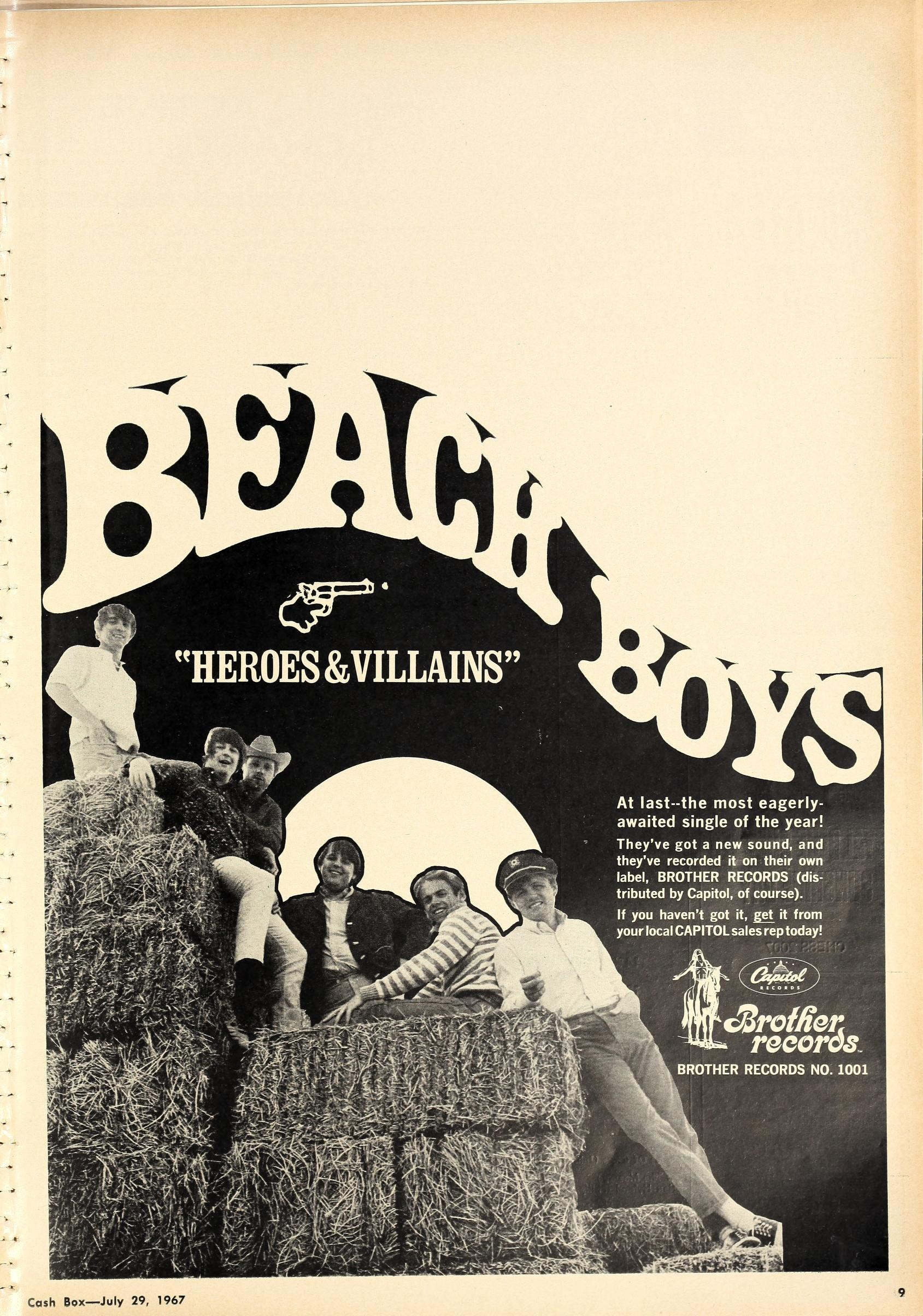
Реклама для песни «Heroes and Villains», которая показывалась в журнале Cashbox в июле 1967 года

Уилсон держал финальный микс песни у себя около месяца. Вечером 11 июля 1967 года астролог (женщина по имени Джиневелин) сказала ему, что настало подходящее время для того, чтобы публика могла услышать запись. Не поставив в известность Capitol, Уилсон позвонил своим коллегам по группе и в сопровождении продюсера Терри Мелчера отправился на лимузине, чтобы лично доставить виниловую пластинку с записью на радиостанцию KHJ. По словам Мелчера, когда восторженный Уилсон предложил запись для прослушивания на радио, диджей отказался, сославшись на регламенты дирекции программы. Мелчер вспоминал: «Брайан чуть не упал в обморок! Все было кончено. Он держал в руках пластинку и поручил астрологам выяснить правильный момент. Это действительно убило его. В конце концов они включили её, но только после нескольких звонков программному директору или кому-то ещё, кто кричал: „Включай, идиот!“. Но Брайану уже был нанесён ущерб».
Песня «Heroes and Villains» стала одним из самых разрекламированных синглов в истории рок-музыки. Выпущенный 24 июля, он стал первым релизом The Beach Boys на лейбле Brother Records, однако оказался несопоставим по коммерческому успеху с предыдущим синглом группы «Good Vibrations». 6 августа сингл дебютировал в Billboard Hot 100 на 81-й позиции. Через 4 недели, 4 сентября, он достиг пиковой 12-й позиции, а на следующей неделе выбыл из чартов. В Великобритании сингл был выпущен 18 августа, достигнув 8 места в чарте UK Singles Chart.
Для корпорации BBC британский режиссёр Питер Клифтон снял музыкальный клип на песню «Heroes and Villains», который сопровождался кадрами сёрферов, катающихся на волнах. Клип был показан 31 августа в музыкальной программе Top of the Pops. 2 сентября BBC наняла съёмочную группу для съёмок официального клипа на песню, в котором группа Уилсона снималась в его доме. Клип был запланирован к показу на Top of the Pops около 21 сентября, однако его показ был впоследствии отменён. 18 сентября был выпущен альбом Smiley Smile, открывающей песней которого стала «Heroes and Villains». Это одна из двух тщательно спродюсированных песен альбома (второй такой песней стала «Good Vibrations»).

## Критика

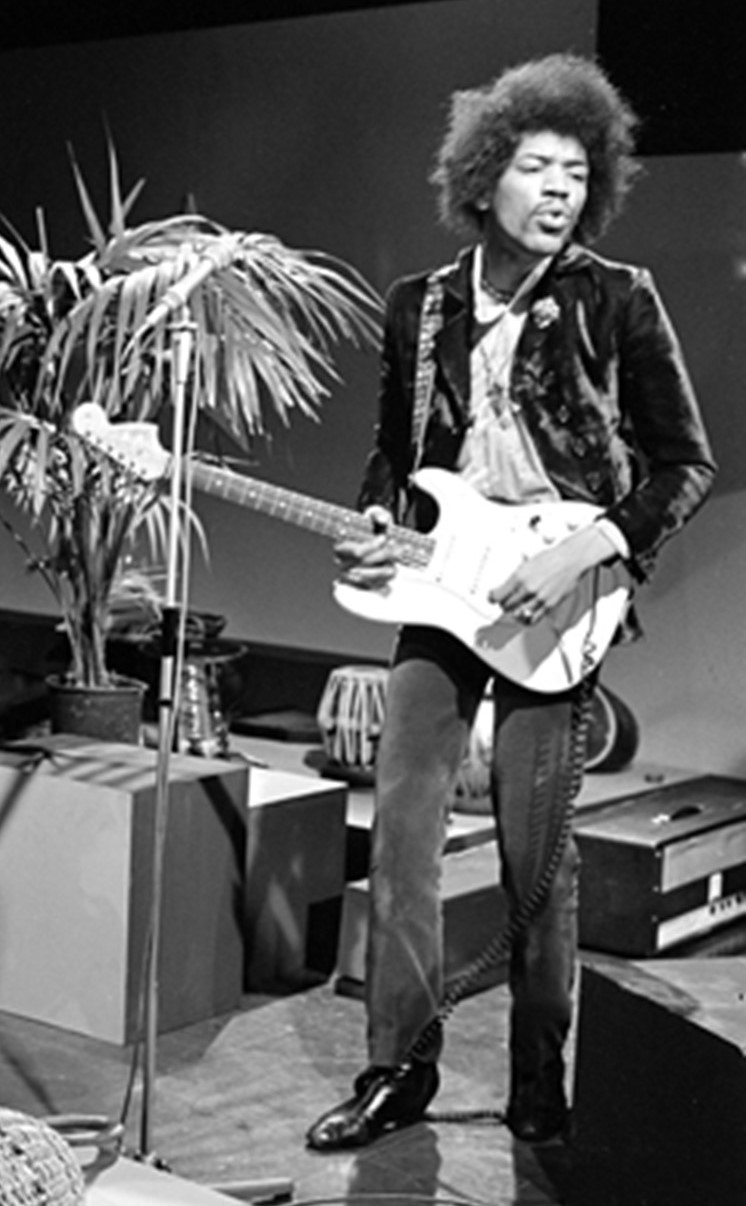
Джимми Хендрикс обозвал сингл «психоделическим парикмахерским квартетом»

Реакция критиков на сингл была неоднозначной. Дэвид Андерле позже сказал, что все новые поклонники, которые пришли вместе с альбомом группы Pet Sounds, были «почти целиком потеряны вместе с выходом „Heroes of Villains“». Говоря об этой песне, гитарист Джимми Хендрикс в интервью, данном им журналу Disc & Music Echo, высказался так: «Я особо не люблю The Beach Boys. Они напоминают мне психоделический парикмахерский квартет!». Billboard назвал сингл «продуманным рок-материалом с аранжировкой, которая охватывает барбершоп-гармонии вместе с джазом!». Журнал Cashbox, в свою очередь, охарактеризовал песню как «поданный со вкусом конгломерат звуков, в котором можно найти всё: от парка развлечений до гармонии барбершопа» и сказал, что текст «ставит некоторые интересные вопросы». Record World назвал её «странной, привлекательной, гармоничной песней».
Брюс Джонстон стал свидетелем дебюта пластинки в лондонском клубе The Speakeasy Club. Он вспоминал: «Все действительно стали пританцовывать. Однако, когда темп песни изменился, то я понял, что с этой пластинкой мы провалимся». Пенни Валентайн из Disc & Music Echo сетовала на то, что, хотя при повторном прослушивании она оценила некоторые аспекты песни, «песня в целом […] разочаровывает. […] Вероятно, от The Beach Boys ждали слишком многого. А это не то!». В своей рецензии для Melody Maker Ник Джонс назвал песню «очередным шедевром продюсирования Уилсона и новым шагом в его цветущей прогрессии». Неназванный критик New Music Review охарактеризовал песню как «поразительно увлекательную».
В редакционной статье, опубликованной в декабре, основатель журнала Rolling Stone и по совместительству его тогдашний редактор Ян Веннер назвал песню «бессмысленной», а также слабым продолжением «Good Vibrations». Музыкальный журналист Джулс Сигель, который присутствовал на сессиях альбома Smile, сообщил в Cheetah, что, хотя летом прошлого года казалось, что «The Beatles оставили The Beach Boys позади», «некоторые считают, что „Heroes and Villains“ лучше, чем все то, что когда-либо было написано The Beatles». В конце года французские радиослушатели выбрали «Heroes and Villains» в качестве «Записи года».

## Влияние на упадок Уилсона
«Heroes and Villains» стала называться одним из ключевых факторов, приведших к профессиональному и психологическому упадку Уилсона. Бэдман заявил, что удручающий приём песни стал непосредственной причиной, по которой Уилсон ушёл из публичного поля зрения, в то время как Ховард предположил, что давление, вызванное необходимостью создать вслед за «Good Vibrations» «похожий равновеликий хит», вероятно, способствовало краху «Smile». Доггетт назвал «сагу» о записи «Heroes and Vilains» «микрокосмом всей трагикомедии „Smile“».
Джек Райли, бывший менеджером группы в начале 1970-х, заявлял, что провал сингла «потряс Брайана до самых основ его личности и самоуважения. […] именно тогда он начал надолго пропадать в своей спальне. Именно тогда он начал наедаться до такого состояния, что он ужасающе растолстел». Мэрилин сказала, что Брайан не исполнял эту песню в течение нескольких последующих лет после её выхода. В документальном фильме 1998 года «Бесконечная гармония» Майк Лав назвал «Heroes and Villains» последним динамичным моментом в музыке Уилсона. Журналист Дэвид Беннун согласился с ним: «В каком-то смысле Лав прав. Брайан Уилсон больше никогда не создаст ничего столь же захватывающего, как „Heroes And Villains“, или любой из его многочисленных потрясающих песен, которые он создал для группы за всю их по-прежнему продолжавшуюся карьеру».
Иногда Уилсон называл внутренние голоса в своей голове «героями и злодеями». Дариан Саханаджа, участник гастролирующей группы Уилсона с 1990-х годов, сказал: «Когда я впервые встретил Брайана, нельзя было даже упоминать слов „Герои и злодеи“; он разворачивался и уходил или же говорил: „Я не хочу это обсуждать“».

## Ретроспективные оценки

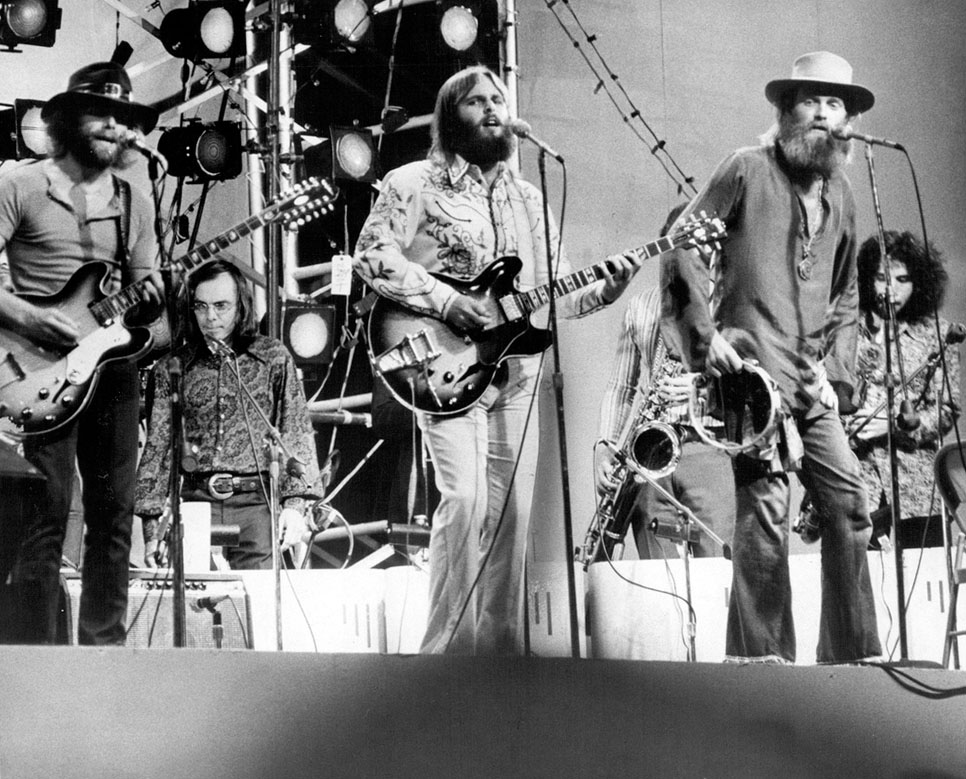
Когда The Beach Boys исполняли «Heroes and Villains» на своих концертах в 1970-х годах, они добавляли в неё слова из секции «Bicycle Rider» песни «Do You Like Worms?»

Несмотря на относительно высокие позиции в чартах, «Heroes and Villains» остаётся одной из самых малоизвестных песен в каталоге группы. Это был один из последних синглов The Beach Boys, вошедших в первую двадцатку в США, вплоть до выхода кавер-версии песни Чака Берри «Rock and Roll Music» в 1976 году. Алан Джардин рассказывал интервьюеру, как Паркс считает, что его вклад якобы разрушил коммерческий импульс группы: "Вы знаете, он на самом деле извинялся передо мной — за то, что «порушил мою карьеру». Я ему сказал: «Ван Дайк, ты не только не разрушил карьеру, но даже улучшил её! Ты расширил наши знания, просто находясь здесь».
Участники группы Уилсона не считали, что окончательная версия песни была так же хороша, как её предшественники, и, по словам биографа Дэвида Лифа, «все, кто слышал оригинал», считали, что в выпущенной версии отсутствуют важнейшие фрагменты, которые Уилсон первоначально задумывал для песни. Джардин выразил недовольство миксом, описав его как «бледное подобие» первоначального замысла Уилсона, и высказал предположение, что Уилсон намеренно саботировал песню в самый последний момент. Он винил в недостатке «звуковой энергии» пластинки ограниченное оборудование для записи и считал, что мастеринг самой записи, возможно, был выполнен неправильно, добавляя: «Я мог слышать разницу. Я слышал, что грани исчезли». Паркс не был вовлечён в создание окончательного варианта песни и позже сказал, что был «потрясён» структурой и качеством производства сингла, когда услышал его по радио.
Говард отметил, что песня была «более раздробленной» и «возможно, более вдохновляющей», чем «Good Vibrations», уподобляя её «карманной опере» (отсылка к термину «карманная симфония», введённому раннее Тейлором). Эрик Люккинг из NPR отметил, что хотя «Heroes and Villains» была более авантюрной, чем «Good Vibrations», слушатели не смогли вникнуть в слова песни, что повлекло за собой затемнение наследия сингла. Академик Ларри Старр объяснил, что тематика Дикого Запада «не имела за собой какого-либо контекста в культурной среде популярной музыки 1967 года — среде, которая погружалась в зарождающуюся контркультуру, будучи склонной ценить тексты с ярко выраженной личной или социальной „актуальностью“». Доггетт считает, что, хотя песня была «красивой и интригующей», она «ни в каком месте не была коммерческой по сравнению с „Good Vibrations“».
Некоторые исследователи винят в провале сингла сдвиги в современной на тот момент поп-культуре. Старр оспаривает это предположение; вместо этого «относительно ограниченная привлекательность песни может быть приписана двум факторам, которые оставались проблематичными, а иногда даже разочаровывающими в продуктах группы во второй половине 1960-х: тексты и производственные принципы». Принимая во внимание богатые оркестровки альбома «Pet Sounds», Старр заключил, что «источником наибольшего разочарования для слушателей, однако, могло стать общее качество звука». По словам Стеббинса, хотя аранжировка была «щедро наполнена фантастическими вокальными гармониями The Beach Boys и гениальными музыкальными поворотами», «ужасающе грязное качество звука […], несомненно, повредило её коммерческой привлекательности».
Несмотря на постоянную критику, песня «Heroes and Villains» занимает высокие места в списках лучших песен группы The Beach Boys, а также в некоторых рейтингах величайших песен всех времён. Британский журнал Mojo назвал «Heroes and Villains» 7-й в списке лучших песен группы The Beach Boys, в то время как французское издание Rolling Stone поставило песню на 8-е место в аналогичном списке. Основатель журнала «Crawdaddy!» Пол Уильямс включил её в список 100 величайших рок-синглов всех времён в своей книге «Rock And Roll: The 100 Best Singles» 1993 года.

## Другие версии

### 1967 —Lei'd in Hawaii
В карьере каждой группы наступает такой момент, когда вы понимаете, что держите в собственных руках ядерную бомбу. Прямо сейчас Брайан Уилсон, лидер The Beach Boys, собирается высвободить ядерную энергию и поэтому споёт для вас песню, прошедшую всю дорогу от одного до сорока!
Перед тем, как выпустить альбом Smiley Smile, The Beach Boys пытались записать концертный альбом, получивший название Lei'd in Hawaii. Из-за технических трудностей они решили записать альбом в студии Wally Heider's Studio 3 11 сентября. Данные сессии включают в себя исполнение песни «Heroes and Villains». На сохранившейся аудиозаписи этого выступления присутствует монолог Майка Лава, в котором он высмеивает песню. Карлин пишет, что песня, вероятно, не предназначалась для выпуска, так как разглагольствования Лава переходят от «насмешливо-серьезных к горько-саркастическим» и «становятся всё более колкими по мере продолжения его речи». Также он высказал предположение, что другой смеющийся голос в аудиозаписи принадлежит Уилсону, и что Уилсон, скорее всего, сам отвечал за координирование записи.
В сборнике 2017 года 1967 - Sunshine Tomorrow включена версия песни «Heroes and Villains» с данных записей так и не вышедшего концертного альбома, хотя монолог Лава был опущен. Концерты группы на Гавайях стали последним случаем, когда Уилсон исполнял песню «Heroes and Villains» перед публикой вплоть до 2001 года, когда Уилсон исполнил её на концерте, организованном в его честь в концертном зале Radio City Music Hall.

### 2004 —Brian Wilson Presents Smile
Сольный альбом Брайана Уилсона «Brian Wilson Presents Smile», вышедший в 2004 году, включает в себя перезаписанные версии песен «Gee», «Heroes and Villains», «Barnyard», «The Old Master Painter» и «I’m in Great Shape». В новой версии «Heroes and Villains» была возвращена секция «Cantina», отброшенная во время записи песни. Саханаджа вспоминает, что группа «прежде исполняла версию песни, которая включала в себя секцию „Cantina“, и Брайан захотел использовать эту структуру для записи».
Инструментальная аранжировка «Cantina», написанная Саханаджей, была добавлена в качестве вступления к песне «I’m in Great Shape», которая открывает третья часть альбома. На этот раз «взрывной» эффект задержки магнитной ленты был создан с помощью цифрового плагина. По словам Саханаджи, размещение «I’m in Great Shape» в обратном порядке «было, вероятно, решением по исполнению. Я постоянно чувствовал, что эта песня, которая разрывается в безумную отдачу вместе с её переходом в „I Wanna Be Around“ и „Workshop“, сбивала с толку и бросала вызов реальности своим исполнением. Встряска и небольшой сход с рельсов перед тем, как вернуться на путь истинный — словно метафора жизни. Она подошла нам по всем этим причинам».

### 2011 —The Smile Sessions

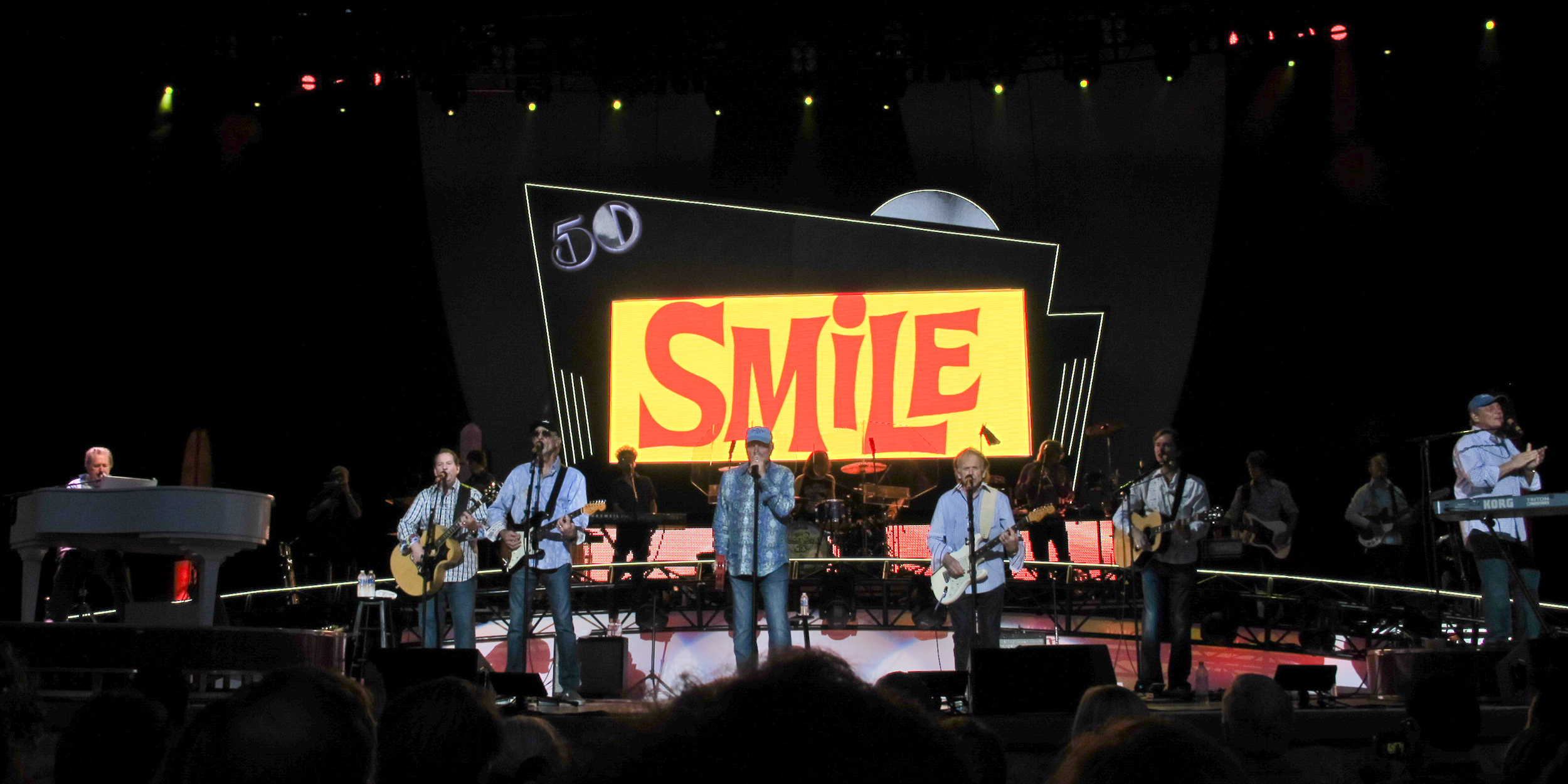
The Beach Boys исполняют песню «Heroes and Villains» в 2012 году на одном из концертов в рамках The 50th Reunion Tour, посвящённого воссоединению оригинальных участников группы

Бокс-сет группы «The Smile Sessions», вышедший в 2011 году, включал гипотетическую версию оригинального альбома, основанную на версии Уилсона 2004 года, хотя и с изменениями в порядке очерёдности песен. Так, среди заметных изменений было размещение «I’m in Great Shape» между песнями «Do You Like Worms?» и «Barnyard». Отвечая на вопрос об этом изменении, Саханаджа сказал: «Исследование магнитофонных записей показывает, что „I’m in Great Shape“ определённо была частью версии „Heroes and Villains“, а потому решение при создании „The Smile Sessions“ было принято так, чтобы она оставалась в данном контексте». Бокс-сет издания был упакован с двумя 7-дюймовыми виниловыми пластинками, одна из которых представляла собой двухчастный монтаж «Heroes and Villains», растянутый на обе стороны пластинки. Редактирование новой версии песни было осуществлено составителями бокс-сета Марком Линеттом и Аланом Бойдом.
До выхода «The Smile Sessions» микс секции «Cantina» был включён в «двойное» переиздание альбомов «Smiley Smile» и «Wild Honey» в 1990 году. Многие неизданные фрагменты песни также были включены в бокс-сет группы «Good Vibrations: Thirty Years of the Beach Boys», выпущенный в 1993 году.

## Кавер-версии
- 1976 – The Residents, The Third Reich 'n Roll (как составная часть песни «Swastikas on Parade»)
- 1997 – Forms[англ.], Smiling Pets[англ.]
- 2000 – Малкольм Росс[англ.], Caroline Now![англ.]
- 2000 – Гэри Ашер[англ.], Add Some Music to Your Day: 1970 Symphonic Tribute to Brian Wilson (как составная часть попурри «Fall Breaks and Back to Winter[англ.]» / «Good Vibrations» / «Heroes and Villains»)
- 2002 – Фил Мадейра[англ.], Making God Smile[англ.]
- 2004 – Жерен Уоткинс[англ.], Dial W for Watkins
- 2011 – Salyu[англ.], s(o)un(d)beams+ (как «Our Prayer» ~ «Heroes And Villains»)

## В популярной культуре
В 2009 году песня «Heroes and Villains» была использована в кукольном мультфильме режиссёра Уэса Андерсона «Бесподобный мистер Фокс», а также вошла в альбом-саундтрек данного мультфильма.

## Персонал
Кредиты предоставлены от Крейга Словински.

### Версия для сингла
The Beach Boys:
- Алан Джардин — гармонии[англ.] и бэк-вокал
- Брюс Джонстон — гармонии и бэк-вокал
- Майк Лав — со-вокал, гармонии и бэк-вокал
- Брайан Уилсон — вокал и бэк-вокал; кнопочное пианино[англ.] (припев), клавесин, театральный орган Болдуина[англ.], электронный клавесин; перкуссия на наждачной бумаге (сомнительный кредит)
- Карл Уилсон — гармонии и бэк-вокал
- Деннис Уилсон — гармонии и бэк-вокал

Приглашённый музыкант:
- Ван Дайк Паркс[англ.] — кнопочное пианино (куплет)

 Сессионные музыканты (также известные под названием The Wrecking Crew):
- Джин Истс — скользящий свисток[англ.]; погремушка (сомнительный куплет), «бряцканье» (сомнительный кредит)
- Джордж Хайд — валторна
- Джим Гордон[англ.] — барабаны
- Кэрол Кей[англ.] — акустическая ритм-гитара (сомнительный кредит)
- Билл Питман[англ.] — шестиструнная бас-гитара[англ.] фирмы Danelectro[англ.]
- Лайл Ритц[англ.] — контрабас

## Позиции в хит-парадах
| Чарты (1967)                     | Наив. поз. |
| -------------------------------- | ---------- |
| Финляндия (Soumen Virallinen)    | 38         |
| Канада (RPM Top Singles)         | 14         |
| Швеция (Kvällstoppen)            | 7          |
| Швеция (Tio i topp)              | 10         |
| Нидерланды (Nederlandse Top 40)  | 11         |
| Великобритания (Record Retailer) | 8          |
| США (Billboard Hot 100)          | 12         |

## Комментарии
1. ↑  На языке оригинала данная строчка звучит следующим образом: с англ. I’ve been in this town so long that back in the city I’ve been taken for lost and gone and unknown for a long, long time.

1. ↑  Песня под названием «The Barnyard Suite» была упомянута в статье 1967 года про альбом Smiley Smile[35].
2. ↑  По словам Стива Деспера, «я говорил с Хендриксом по поводу того, нравятся ли ему The Beach Boys. Он сказал, что не увлёкается сёрф-музыкой, но считает Брайана гением."[90]
3. ↑  Во время интервью 1973 года он исполнил начало песни «Heroes and Villains» на фортепиано, а затем переключился на «незнакомый текст и мелодию», которые, как объяснил Уилсон, были полной оригинальной версией песни. Мэрилин была поражена, когда ей рассказали об этом.[99]